# Regeringen Thorvald Stauning IV
Regeringen Thorvald Stauning IV var Danmarks regering fra 15. september 1939 til 10. april 1940 (socialdemokratisk - radikal) 
Regeringen bestod af følgende ministre.
- Statsminister: Thorvald Stauning (S) (1872-1942)
- Udenrigsminister: P. Munch (R) (1870-1948)
- Finansminister: Vilhelm Buhl (S) (1881-1954)
- Forsvarsminister Alsing Andersen (S) (1893-1962)
- Undervisningsminister: Jørgen Jørgensen (R) (1888-1974)
- Justisminister: Svend Unmack Larsen (S) (1893-1965)
- Minister for offentlige arbejder: Axel I. Sørensen (S) (1882-1947)
- Minister for industri, handel og søfart (Handelsminister): Johannes Kjærbøl (S) (1885-1973)
- Minister for landbrug og fiskeri (Landbrugsminister): Kristen Bording (S) (1876-1967)
- Indenrigsminister: Bertel Dahlgaard (R) (1887-1972)
- Kirkeminister: Johs. Hansen (S) (1881-1953)
- Socialminister: Ludvig Christensen (S) (1878-1956)